# 포켓몬스터 우라늄
포켓몬스터 우라늄(Pokémon Uranium)은 포켓몬스터 시리즈에 기반한 팬 제작 게임이다. 이 게임은 9년 동안 개발되었으며 RPG 메이커 XP 엔진을 사용했다. 이 게임은 팬들이 만든 166종의 새로운 포켓몬을 추가하며, 현재 160종만이 새로운 지역과 함께 이용할 수 있다.공식 게임과 유사하게, 우라늄은 온라인 거래와 온라인 배틀을 모두 포함한다. 2016년 8월, 150만 건의 다운로드 후, 포켓몬스터 우라늄의 다운로드 링크는 닌텐도를 대표하는 변호사들로부터 다수의 DMCA 테이크다운 통지서를 받은 개발자들이 "닌텐도의 바람을 존중하고 싶다"는 이유로 공식 웹사이트에서 다운되었다. 다음 달, 개발자들은 공식적으로 타이틀 개발을 중단하고 웹사이트와 서버를 폐쇄했다고 발표했다. 발표 후, 커뮤니티 회원들은 새로운 웹사이트를 만들었고 버그 수정과 새로운 기능들을 포함한 베이스 게임을 위한 패치를 계속 개발했다.

## 게임 플레이 및 줄거리
《포켓몬스터 우라늄》에서 플레이어는 탄도르 지역을 여행하면서 200종의 포켓몬을 만나게 된다. 이 이야기는 한 어린 영웅이 이 지역을 여행하면서 총 8개의 포켓몬 체육관 배지를 모으고 결국 포켓몬 리그를 물리치고 포켓몬 챔피언이 되는 과정을 따라간다. 주인공은 그들이 선택한 포켓몬스터 밤보 교수로부터 포켓몬을 받고 출발한다. 플레이어의 어머니는 원자력 발전소에서 폭발 사고가 발생한 후 행방불명되었고, 아버지 켈린은 아이를 숙모에게 맡긴 채 슬픔에 대처하지 않으려고 일에 몸을 던지면서 차갑고 거리감이 남아 있다. 게임 내내 플레이어는 주변에서 이상한 일이 일어나고, 심하게 조사된 포켓몬이 모든 것을 파괴할 준비가 된 채 그 지역에 나타나기 때문에 의심할 이유가 주어진다.
포켓몬 게임의 다른 복사본에 대한 온라인 연결은 이전 게임의 포켓몬 우라늄을 반환하는 것이다. GTS라고도 알려진 글로벌 트레이드 스테이션은 게임 내에 존재하며 플레이어가 익명으로 포켓몬을 누구와도 교환할 수 있다.

## 접수처
이 게임은 베스트 팬 크리에이션 부문에서 더 게임 어워드 2016에 후보로 올랐으나 메트로이드 팬 게임 AM2R과 함께 예고 없이 후보 페이지에서 제외되었다. 가마수트라의 알리사 맥알론은 닌텐도의 지적 재산의 무단 사용에 대한 입장 때문이라고 추측했다.
타이틀에 대한 완전한 리뷰는 거의 없지만, CG 매거진의 엘리아스 블론도는 "포켓몬스터 우라늄은 깊고, 만족스러운 익숙한 메커니즘과 경의를 표하고 있는 바로 그 프랜차이즈의 성숙한 진화가 될 수 있다"고 설명했다.